# Chuyển tiếp muối

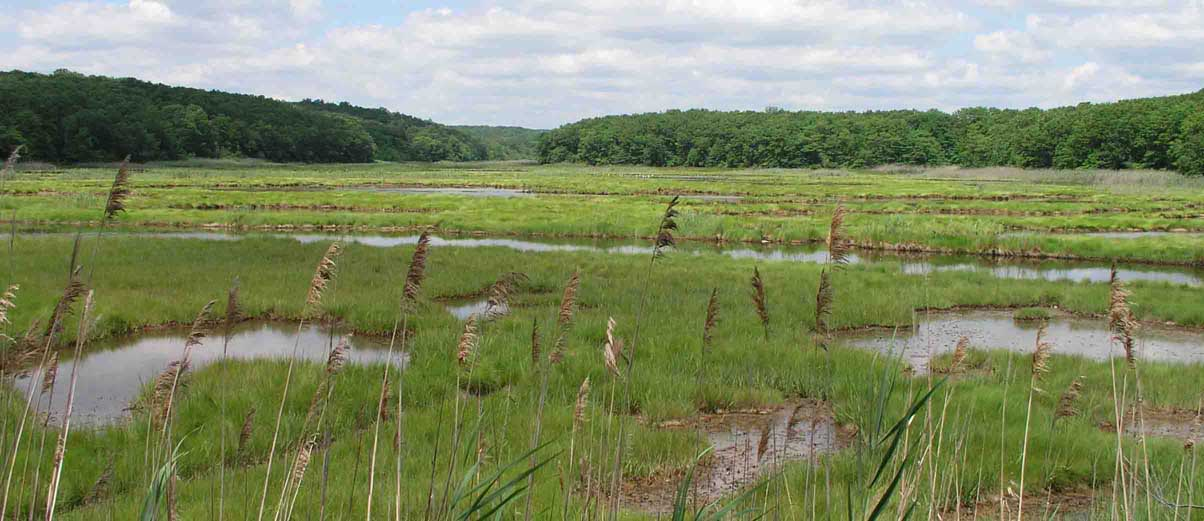
Một đầm lầy nước mặn.

Trong sinh thái học, một chuyển tiếp muối hay chuyển tiếp mặn là một diễn thế sinh thái trong môi trường nước mặn. Một ví dụ về chuyển tiếp muối là đầm lầy nước mặn.
Trong cửa sông, các lượng bùn lớn bị trầm lắng xuống theo thủy triều xuống và từ các con sông chảy vào.
Các loài thực vật sớm nhất chiếm lĩnh môi trường sống này là tảo và rong lá lớn, là những loài chịu được sự chìm ngập do triều lên trong phần lớn của chu kỳ 12 giờ và chặn giữ bùn lại để làm cho nó tích tụ. Hai nhóm thực vật chiếm lĩnh khác là Salicornia và Spartina, đều là cây chịu mặn, nghĩa là các loài thực vật có thể chịu được các điều kiện nước mặn. Chúng mọc trên các bãi bùn liên thủy triều, với tối đa 4 giờ nhô lên trên mặt nước trong mỗi chu kỳ 12 giờ.
Spartina có các rễ dài cho phép chúng chặn giữ nhiều bùn hơn so với các loài thực vật chiếm lĩnh đầu tiên cũng như so với Salicornia. Tại nhiều nơi nó trở thành thảm thực vật chi phối. Các bãi đất thủy triều ban đầu nhận được trầm tích mới mỗi ngày, bị ngập đọng nước và thiếu oxy cũng như có pH cao.
Trái lại, khu vực bãi đất có cỏ xanh lại là nơi sinh sống của các loài thực vật chỉ chịu được tối đa 4 giờ ngập chìm trong nước mỗi ngày (24 giờ). Các loài chi phối ở đây là trường anh (Limonium) và nhiều loài cỏ.
Tuy nhiên, mặc dù thảm thực vật có xu hướng tạo thành một tấm thảm dày, nhưng nó là không liên tục. Các chỗ trống rỗng có thể tồn tại ở những nơi mà nước biển bị tù đọng và sau khi bốc hơi thì các lòng chảo muối có độ mặn quá cao, không thích hợp cho sự phát triển của thực vật. Khi thủy triều xuống, nước thoát ra từ đất liền có thể tập trung thành các lạch nhỏ.